# Susan Wittig Albert
Pour les articles homonymes, voir Albert et Wittig.
Susan Wittig Albert, née le 2 janvier 1940 à dans le comté de Vermilion en Illinois, est une femme de lettres américaine, auteure de roman policier historique et de roman pour adolescents.

## Biographie
Susan Wittig Albert fait des études à la Danville High School (en). Puis, elle obtient un diplôme de l'université d'Illinois et un doctorat en anglais de l'université de Californie à Berkeley. Elle devient professeur d'anglais à l'université du Texas à Austin et administratrice universitaire au H. Sophie Newcomb Memorial College (en) de La Nouvelle-Orléans et vice-présidente des affaires académiques à la Texas State University.
En 1992, elle publie son premier roman, Thyme of Death, premier volume d'une série consacrée à China Bayles, herboriste et ancien avocat à Pecan Springs au Texas.
En 2004, elle commence une nouvelle série, The Cottage Tales of Beatrix Potter, mettant en scène la naturaliste et romancière anglaise Beatrix Potter.
Avec son mari, Bill Albert, elle publie sous le nom de plume Robin Paige, une série de douze romans ayant pour héros, Kathryn Ardleigh, écrivaine américaine installée en Angleterre et Sir Charles Sheridan, ancien pair du royaume et scientifique amateur, à la fin de l'époque victorienne.

## Œuvre

### Romans signés Susan Wittig Albert

#### SérieChina Bayles
- Thyme of Death (1992)
- Witches’ Bane (1993)
- Hangman’s Root (1994)
- Rosemary Remembered (1995)
- Rueful Death (1996)
- Love Lies Bleeding (1997)
- Chile Death (1998)
- Lavender Lies (1999)
- Mistletoe Man (2000)
- Bloodroot (2001)
- Indigo Dying (2003)
- A Dilly of Death (2004)
- Dead Man’s Bones (2005)
- Bleeding Hearts (2006)
- Spanish Dagger (2007)
- Nightshade (2008)
- Wormwood (2009)
- Holly Blues (2010)
- Mourning Gloria (2011)
- Cat’s Claw (2012)
- Widow’s Tears (2013)
- Death Come Quickly (2014)
- Bittersweet (2015)
- Blood Orange (2016)
- The Last Chance Olive Ranch (2017)
- Queen Anne’s Lace (2018)

#### SérieThe Cottage Tales of Beatrix Potter
- The Tale of Hill Top Farm (2004)
- The Tale of Holly How (2005)
- The Tale of Cuckoo Brow Wood (2006)
- The Tale of Hawthorn House (2007)
- The Tale of Briar Bank (2008)
- The Tale of Applebeck Orchard (2009)
- The Tale of Oat Cake Crag (2010)
- The Tale of Castle Cottage (2011)

#### SérieDarling Dahlias
- The Darling Dahlias and the Cucumber Tree (2010)
- The Darling Dahlias and the Naked Ladies (2011)
- The Darling Dahlias and the Confederate Rose (2012)
- The Darling Dahlias and the Texas Star (2013)
- The Darling Dahlias and the Silver Dollar Bush (2014)
- The Darling Dahlias and the Eleven O’Clock Lady (2015)
- The Darling Dahlias and the Unlucky Clover (2018)

#### Autres romans
- A Wilder Rose (2013)
- Loving Eleanor (2015)
- The General's Women (2016)

### Romans signés Robin Paige

#### SérieKathryn Ardleigh et Sir Charles Sheridan
- Death at Bishops Keep (1994)
- Death at Gallows Green (1995)
- Death at Daisy's Folly (1997)
- Death at Devil's Bridge (1998)
- Death at Rottingdean (1999)
- Death at Whitechapel (2000)
- Death at Epsom Downs (2001)
- Death at Dartmoor (2002)
- Death at Glamis Castle (2003)
- Death in Hyde Park (2004)
- Death at Blenheim Palace (2005)
- Death on the Lizard (2006)

### Recueil de nouvelles signés Susan Wittig Albert

#### SérieChina Bayles
- * An Unthymely Death (2003)

### Autres ouvrages signés Susan Wittig Albert
- Work of Her Own (1992)
- Writing From Life (2000)
- Together, Alone (2009)
- An Extraordinary Year of Ordinary Days (2010)
- Starting Points (2014)

## Prix et distinctions

### Nominations
- Prix Agatha 1992 du meilleur premier roman Thyme of Death[1]
- Prix Anthony 1993 du meilleur premier roman Thyme of Death[2]